# دریک کمبل
دریک کمبل (انگلیسی: Derrick Campbell؛ زادهٔ ۱۸ فوریهٔ ۱۹۷۲) اسکیت‌باز سرعت اهل کانادا است.